# Chira trivittata
Chira trivittata là một loài nhện trong họ Salticidae.
Loài này thuộc chi Chira. Chira trivittata được Władysław Taczanowski miêu tả năm 1871.